# Csorba János (labdarúgó, 1957)
Csorba János (1957. augusztus 29. – 2021. december 3.) magyar labdarúgó hátvéd.

## Pályafutása
A Kaposvári Rákóczi csapatában kezdte a labdarúgást. Az élvonalban 1977. május 21-én mutatkozott be a Tatabányai Bányász ellen, ahol csapata 3–1-es vereséget szenvedett. 1976–1983 között szerepelt a kaposvári csapatban. Közben 1980 őszén egy rövid kitérőt tett a Bp. Honvédhoz. 1983–1990 között a Vasas együttesében szerepelt. Tagja volt az 1985-ös magyar kupa-győztes csapatnak. Az élvonalban összesen 199 mérkőzésen szerepelt és hat gólt szerzett. 1990-ben a Dorogi Bányászhoz igazolt, ahol az 1990–1991-es évadban az őszi szezon első felében alapember volt, majd fokozatosan kiszorult a csapatból.

## Sikerei, díjai
- Magyar kupa (MNK)
  - győztes: 1985